# Nagyosztró
Nagyosztró (románul: Ostrov) falu Romániában, Erdélyben, Hunyad megyében.

## Fekvése
A Hátszegi-medencében, Hátszegtől 12 kilométerre délnyugatra fekszik.

## Nevének eredete
Neve a szláv eredetű ostrov ('sziget') szóból való. Először 1360-ban mint Oztrov jelent meg, majd 1436-ban Oztroh, 1450-ben Felsewoztro és Alsooztro, 1733-ban Osztrovul Mare, 1760–62-ben Nagy Osztro néven írták.

## Története
1404-ben kenézeit, Stanchult és fiát, Tatult említették.
Román falu volt. Nemesei a 17. században református hitre tértek, és Klopotivával és Malomvízzel tartottak közösen papot. A 18. században vált tőle külön Kisosztró, majd a 19. század végén Nagyosztró és Kisosztró néven egyesítették őket.
1910-ben 919 lakosából 870 volt román, 21 német és 20 magyar anyanyelvű; 871 görögkatolikus, 26 zsidó és 15 római katolikus vallású.
2002-ben 384 román nemzetiségű lakosából 354 volt ortodox, 18 baptista és 11 pünkösdista vallású.

## Látnivalók
- Ortodox temploma a 14. században, 5,2 × 4,5 méteres alaprajzú, egyhajós kis templomnak épült, 90 cm széles falakkal, amelyekbe a római korból származó köveket és téglákat is beépítettek. Nem sokkal lehet későbbi tornya sem, melyet eredetileg kőlapokkal fedtek. Az előtérből a hajóba nyíló kapuzat felett, egy fülkében látható, Szűz Máriát és a kis Jézust ábrázoló freskót (Hodigitria) a 15. század közepére datálják. A templomot a 17–18. században a reformátusokkal közösen használták, a 18–20. században pedig a görögkatolikusoké volt. 1883-ban és 1905-ben leégett, északi részét a 19. században építették hozzá. A cinterem kerítését 1553 és 1585 között feliratos római kövekből állították össze. Ez már csak töredékeiben látható.

## Képek

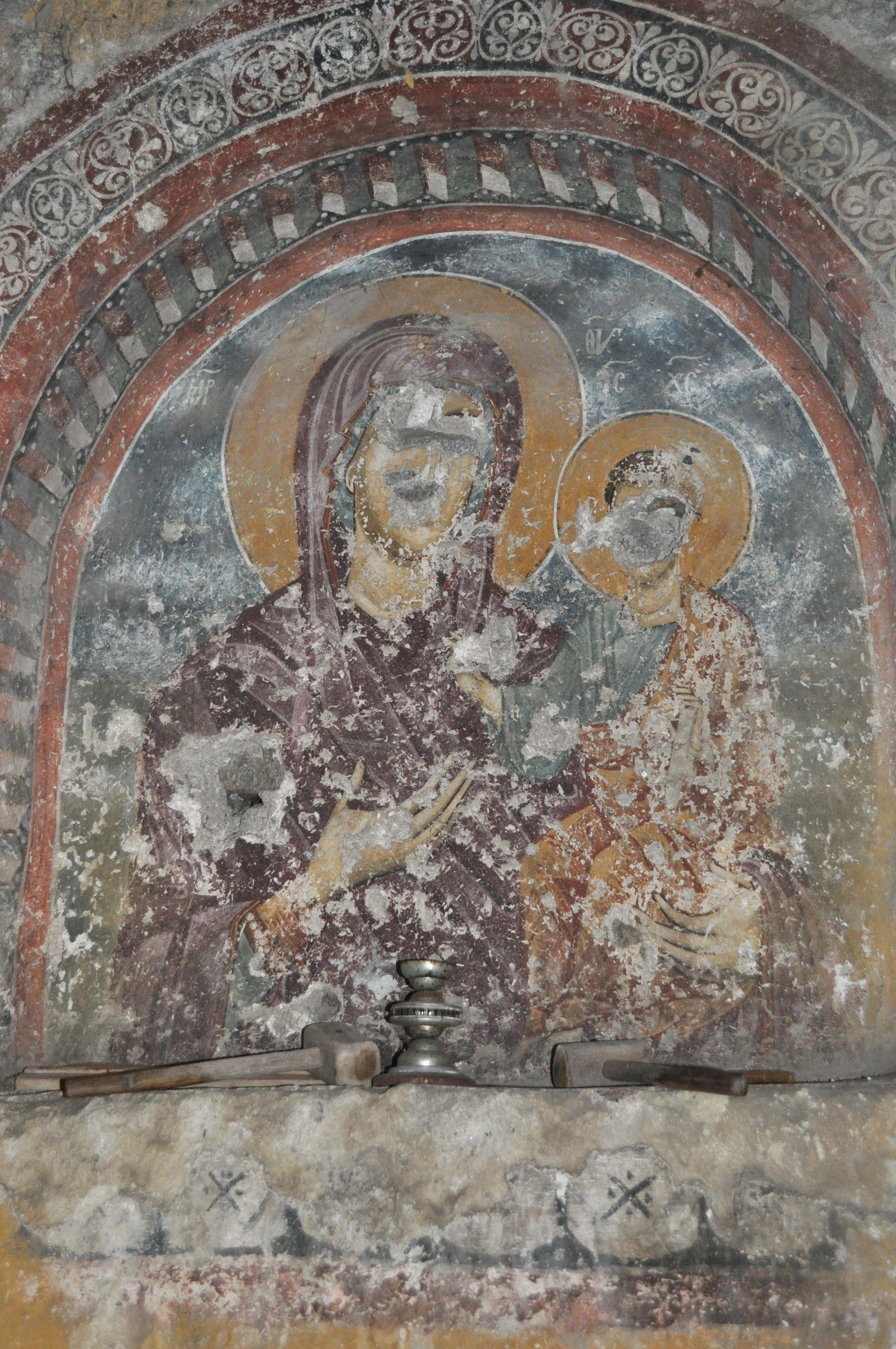
A templom Hodigitria-freskója
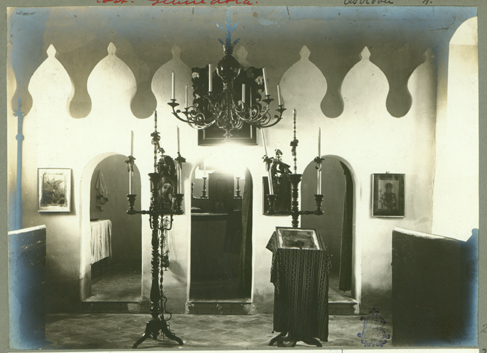
A templom belső tere a 20. század elején (Adler Lipót felvétele)